# Верслёйс, Мехил
Мехил Верслёйс (нидерл. Mechiel Versluis, род. 29 июля 1987) — голландский спортсмен, гребец, призёр чемпионата Европы и мира по академической гребле, а также Летних Олимпийских игр 2016 года.

## Биография
Мехил Верслёйс родился 29 июля 1987 года в общине Амстелвен, что входит в агломерацию Амстердама. Профессиональную карьеру гребца начал с 2007 года. Первые соревнования международного уровня, на которых Верслёйс принял участие был — II этап кубка мира по академической гребле 2009 года в Мюнхене (2009 WORLD ROWING CUP II). В составе четвёрки с результатом 06:29.020 его команда заняла 5 место, уступив борьбу за бронзу соперникам из Польши (06:27.850 — 4-е место) и Китая (06:24.710 — 3-е место).
Первое чемпионское золото Верслёйс выиграл на чемпионате Европы по академической гребле 2013 года, что проходил в Севилье. С результатом 6:21.79 в заплыве четверок голландские гребцы заняли первое место, обогнав соперников из Румынии (6:23.83 — 2-е место) и Германии (6:24.94 — 3-е место).
Чемпионат мира по академической гребле 2013 года в Чхунджу принес ещё одну золотую медаль в его актив. Первое место с результатом 6:13.95 заняла голландская команда (Боаз Мейлинк, Кай Хендрикс, Роберт Люккен и Мехиель Верслёис). Второе и третье досталось командам из Австралии (6:14.58) и США (6:15.46). Через два года, на чемпионате мира по академической гребле 2015 года, который проходил во французском городе Эгбелет-ле-Лак, Верслёйс занял третье место в составе восьмёрки.
Во время Летних Олимпийских играх 2016 в Рио-де-Жанейро, Верслёйс заработал бронзу в составе восьмёрки. Голландские гребцы, с результатом 05:31.590, уступили первенство командам из Великобритании (05:29.630) и Германии (05:30.960).